# Julie Dumas
Pour les articles homonymes, voir Dumas.
 (octobre 2019).
Si vous disposez d'ouvrages ou d'articles de référence ou si vous connaissez des sites web de qualité traitant du thème abordé ici, merci de compléter l'article en donnant les références utiles à sa vérifiabilité et en les liant à la section « Notes et références ».
Julie Dumas est une actrice française.
Active dans le doublage, elle est notamment la voix française régulière de Noomi Rapace, ainsi qu'une voix récurrente d'Eva Mendes, Amanda Peet et Lake Bell.
Participant également à de nombreux jeux vidéo, elle est notamment la voix de Billie Lurk dans la saga Dishonored (2013-2017) et du capitaine Yuri Watanabe dans Marvel's Spider-Man (2018).

## Biographie
Après sa formation au Conservatoire de la Rue Blanche (ENSATT), Julie Dumas se lance dans les tournages auprès de Hervé Baslé, Josée Dayan, Paul Planchon, Marion Sarraut et bien d'autres encore.
Au théâtre, elle travaille aux côtés d'André Engel dans Le Balladin du monde Occidental au Théâtre de L'Odéon, Jean-Luc Tardieu pour L'Assemblée des femmes, Yves Pignot dans Comme en 14, etc.
Voix régulière au sein du doublage, elle double fréquemment Noomi Rapace sur le grand écran et Melinda Clarke à la télévision. Elle est aussi une voix récurrente de l'animation et des jeux vidéo.

## Théâtre
- Pièces détachées - de Jean-Michel Ribes - Pascal Barraud
- Loulou - de Frank Wedekind - Jean-Pierre Garnier
- La noce - de Stanislas Wyspianski - Jean-Pierre Garnier
- BAAL - de Bertolt Brecht - Jean-Pierre Garnier
- 1995 : Le Baladin du monde occidental de John Millington Synge, mise en scène André Engel, Odéon-Théâtre de l'Europe
- L'assemblée des femmes - de Aristophane - Jean-Luc Tardieu
- Comme en 14 - de Dany Laurent - Yves Pignot (4 nominations, 3 Molières : meilleure création, meilleur rôle & meilleur théâtre public)
- Notre pain quotidien - de Gesine Dankawart - Andreas Westphallen
- NORD- EST - de Torsten Buchsteiner - Andreas Westphallen
- Et le coq chanta... - d'après les passions de J.S.Bach - mise en scène Alexandra Lacroix Théâtre de L'Athénée
- D'autres le giflèrent - d'après les passions de J.S.Bach - mise en scène Alexandra Lacroix Théâtre Le Carreau de temple et en tournée.
- Trauma - de Torsten Buchsteiner - mise en scène Alexandra Lacroix et Andreas Westphalen - La Maison des métallos

## Filmographie

### Télévision

#### Téléfilms
- À corps et à cris de Josée Dayan
- Les Mouettes de Jean Chapot : Anaïs
- Jo et Milou de Josée Dayan : gardienne de la prison
- Orages d’été de Jean Sagols
- Le Gang des tractions de Josée Dayan : Marguerite
- Le Fils du cordonnier de Hervé Baslé : Amélie
- Balzac de Josée Dayan
- Soupçons de Josée Dayan
- Roule routier de Marion Sarraut : Nadine
- Bluff et Algorithme de Vincent Maillard : Sylvie
- 2015 : Capitaine Marleau de Josée Dayan : Jennifer Lavaud
- 2023 : Adieu vinyle de Josée Dayan : Violette

#### Séries télévisées
- 1994 : Julie Lescaut : la voleuse (saison 3, épisode 5 : Ruptures de Josée Dayan)
- 1995 : La Rivière Espérance de Josée Dayan : Juliette
- 1998-2005 : Marc Eliot : Violette Mousson (14 épisodes : 4 de Josée Dayan ; 2 de Joyce Buñuel ; 4 de Denis Amar ; 2 de William Crepin et 2 de Patrick Jamain)
- 2000 : Les Misérables de Josée Dayan : Nicolette
- 2000-2002 : Sandra et les siens de Paul Planchon : Ève (épisodes : Premières Armes, Les Cathédrales du silence et Passage à l'heure d'hiver)
- 2001 : PJ de Gérard Vergez : l'infirmière en chef (épisode 43 : Enlèvement)
- 2005 : Julie Lescaut : Marion Lacasse (saison 14, épisode 4 : Faux Semblants d'Alain Wermus)

### Court métrage
- 2000 : Le Spectateur de Marc Gibaja : la mère, actrice expressionniste

## Doublage

### Cinéma

#### Films
- Noomi Rapace dans (20 films) :
  - Millénium (2009) : Lisbeth Salander
  - Millénium 2 : La Fille qui rêvait d'un bidon d'essence et d'une allumette (2009) : Lisbeth Salander
  - Millénium 3 : La Reine dans le palais des courants d'air (2009) : Lisbeth Salander
  - Sherlock Holmes : Jeu d'ombres (2011) : Mme Simza Heron
  - Prometheus (2012) : Elizabeth Shaw
  - Passion (2012) : Isabelle
  - Dead Man Down (2013) : Beatrice
  - Quand vient la nuit (2014) : Nadia
  - Enfant 44 (2015) : Raïssa
  - Rupture (2016) : Renee
  - Alien: Covenant (2017) : Elizabeth Shaw
  - Conspiracy (2017) : Alice Racine
  - Seven Sisters (2017) : Karen Settman / Lundi / Mardi / Mercredi / Jeudi / Vendredi / Samedi / Dimanche
  - Bright (2017) : Leilah
  - Stockholm (2018) : Bianca Lind
  - Close (2019) : Sam Carlson
  - Angel of Mine (2019) : Lizzie
  - The Secrets We Keep (2020) : Maya
  - The Trip (2021) : Lisa
  - Lamb (2021) : Maria
  - Black Crab (2022) : Caroline Edh
  - Assassin Club (2023) : Falk / l'agent Vos

- Rosemarie DeWitt dans (6 films) :
  - Rachel se marie (2008) : Rachel
  - Voisins du troisième type (2012) : Abby
  - Poltergeist (2015) : Amy Bowen
  - La La Land (2016) : Laura
  - Smile 2 (2024) : Elizabeth Riley
  - Le Silence de Mélodie (2024) : Diane Brooks

- Amanda Peet dans (5 films) :
  - Mon voisin le tueur (2000) : Jill St-Claire
  - Crimes et Pouvoir (2002) : Jackie
  - Igby (2002) : Rachel
  - X-Files : Régénération (2008) : Dakota Whitney
  - Les Voyages de Gulliver (2010) : Darcy Silverman

- Eva Mendes dans (5 films) :
  - Hitch, expert en séduction (2005) : Sara Melas
  - Chassé-croisé à Manhattan (2005) : Faith
  - Ghost Rider (2007) : Roxanne Simpson
  - En cloque, mode d'emploi (2007) : elle-même
  - Very Bad Cops (2010) : Sheila Gamble

- Olivia Colman dans :
  - Hot Fuzz (2007) : Doris Thatcher
  - Mariage à l'anglaise (2013) : Linda
  - Wonka (2023) : Mme Scrubitt
  - Paddington au Pérou (2024) : la révérende mère (dialogues)

- Jodie Foster dans :
  - Contact (1997) : Eleanor Arroway
  - Flight Plan (2005) : Kyle Pratt
  - Insubmersible (2023) : Bonnie Stoll

- Renée Zellweger dans :
  - Jeux de dupes (2008) : Lexie Littleton
  - Le Cas 39 (2009) : Emily Jenkins
  - My Own Love Song (2010) : Jane

- Shannyn Sossamon dans :
  - Chevalier (2001) : Jocelyn
  - Les Lois de l'attraction (2002) : Lauren Hynde
  - One Missed Call (2008) : Beth Raymond

- Anna Friel dans :
  - Vous allez rencontrer un bel et sombre inconnu (2010) : Iris
  - I.T. (2016) : Rose Regan
  - Locked In (2023) : Nicky Mackenzie

- Tig Notaro dans :
  - Army of the Dead (2021) : Marianne Peters
  - Toi chez moi et vice-versa (2023) : Alicia
  - We Have a Ghost (2023) : Dr Leslie Monroe

- Drew Barrymore dans :
  - Tout le monde dit I love you (1996) : Skylar
  - Best Men (1997) : Hope

- Olivia Williams dans :
  - Postman (1997) : Abby
  - Le Septième Fils (2014) : Mme Ward

- Hilary Swank dans :
  - Boys Don't Cry (1999) : Brandon Teena
  - Logan Lucky (2017) : l'agent spécial Sarah Grayson

- Kate Walsh dans :
  - Sous le soleil de Toscane (2003) : Grace
  - Match en famille (2005) : Barbara Weston

- Carla Gugino dans :
  - Sin City (2005) : Lucille
  - Faster (2010) : Cicero

- Olivia Wilde dans :
  - Tron : L'Héritage (2010) : Quorra
  - Lazarus Effect (2015) : Zoé

- Gwendoline Christie dans :
  - Star Wars, épisode VII : Le Réveil de la Force (2015) : le capitaine Phasma
  - Star Wars, épisode VIII : Les Derniers Jedi (2017) : le capitaine Phasma

- Olivia Munn dans :
  - X-Men: Apocalypse (2016) : Psylocke
  - Joyeux Bordel ! (2016) : Tracey Hughes

- 1992 : L'Amant : la jeune fille (Jane March)
- 1992 : Jambon, jambon : Silvia (Penélope Cruz)
- 1994 : Tueurs nés : Mallory Knox (Juliette Lewis)
- 1997 : Cube : Leaven (Nicole De Boer)
- 1997 : Titanic : Lizzy Calvert (Suzy Amis)
- 1997 : L'Idéaliste : Kelly Riker (Claire Danes)
- 1998 : L'Objet de mon affection : Nina Borowski (Jennifer Aniston)
- 1998 : Les Derniers Jours du disco : Charlotte Pingress (Kate Beckinsale)
- 1999 : Goodbye Lover : Peggy Blane (Mary-Louise Parker)
- 1999 : Le Projet Blair Witch : Heather Donahue (Heather Donahue)
- 1999 : eXistenZ : Allegra Geller (Jennifer Jason Leigh)
- 2000 : Dracula 2001 : Valerie Sharpe (Jeri Ryan)
- 2001 : Opération Espadon : Ginger Knowles (Halle Berry)
- 2001 : Seul au monde : Bettina Peterson (Lari White (en))
- 2001 : Pas un mot : Elisabeth Burrows (Brittany Murphy)
- 2001 : Le 51e État : Dakota Parker (Emily Mortimer)
- 2001 : Nadia : la collègue de la banque (Rebecca Clarke)
- 2001 : L'Amour extra large : Katrina (Brooke Burns)
- 2002 : Resident Evil : Rain Ocompo (Michelle Rodriguez)
- 2002 : Evelyn : Bernadette Beattie (Julianna Margulies)
- 2002 : Spider-Man : un agent de police (Sara Ramirez)
- 2002 : 7 jours et une vie : Lanie Kerrigan (Angelina Jolie)
- 2003 : Ivresse et Conséquences : Karen Cooper (Selma Blair)
- 2004 : Torque, la route s'enflamme : l'agent Henderson (Justina Machado)
- 2005 : Melinda et Melinda : Laurel (Chloë Sevigny)
- 2005 : Terrain d'entente : Robin (KaDee Strickland)
- 2005 : In Her Shoes : Amy (Brooke Smith)
- 2006 : Antartica, prisonniers du froid : Katie (Moon Bloodgood)
- 2007 : Aliens vs. Predator: Requiem : Jesse (Kristen Hager)
- 2008 : Une virée en enfer 2 : Kayla (Laura Jordan (en))
- 2008 : RocknRolla : Stella (Thandie Newton)
- 2010 : Le Dernier Exorcisme : Iris (Iris Bahr (en))
- 2010 : Black Swan : l'ostéopathe (Leslie Lyles (en))
- 2010 : La Mission de Chien Noël : Mlle Gladys Stout (Wendi McLendon-Covey)
- 2011 : Terraferma : Giulietta (Donatella Finocchiaro)
- 2013 : Man of Steel : Faora (Antje Traue)
- 2013 : My Movie Project : Pamela (Julie Claire (en))
- 2013 : Gravity : le capitaine de l'Explorer (Amy Warren)
- 2013 : American Nightmare : Mary (Lena Headey)
- 2016 : Deadpool : Angel Dust (Gina Carano)
- 2016 : SOS Fantômes : Jillian Holtzmann (Kate McKinnon)
- 2017 : I Don't Feel at Home in This World Anymore : Meredith (Christine Woods)
- 2018 : Anon : Kristen (Sonya Walger)
- 2020 : Nobody Sleeps in the Woods Tonight: Partie 1 : Iza (Gabriela Muskała (pl))
- 2021 : El buen patrón : Aurora (Mara Guill)
- 2023 : Indiana Jones et le Cadran de la destinée : Helena Shaw (Phoebe Waller-Bridge)
- 2023 : My Dear F***ing Prince : Zahra Bankston (Sarah Shahi)

#### Films d'animation
- 2011 : The Prodigies : Mélanie
- 2016 : Le Monde de Dory : Madame Poisson
- 2021 : Charlotte : Paula Salomon-Lindberg

### Télévision

#### Téléfilms
- 2003 : Un papa tombé du ciel : Suse (Sabrina White)
- 2009 : Des mains en or : Candy Carson (Aunjanue Ellis)
- 2006 : The Groomsmen (en) : Jen (Jessica Capshaw)
- 2011 : Une proie certaine : Carmel Loan (Lola Glaudini)
- 2019 : Une famille déchirée par les secrets : Kelly Beck Ford (Dawn Lambing)
- 2021 : Une nuit glaçante pour ma fille : Tracey (Nicole Danielle Watts)
- 2022 : Ray Donovan: The Movie : Lena (Katherine Moennig)

#### Séries télévisées
- Lola Glaudini dans (8 séries) :
  - Esprits criminels (2005-2020) : Ellie Greenaway (29 épisodes)
  - Persons Unknown (2010) : Kat Damatto (13 épisodes)
  - New York, unité spéciale (2012) : Virginia Pell (saison 13, épisode 12)
  - Person of Interest (2012) : LaBlanca (saison 1, épisode 19)
  - Castle (2014) : Marilyn Sutton (saison 6, épisode 13)
  - Unforgettable (2014) : Gwen Stein (saison 3, épisode 11)
  - Revenge (2014-2015) : Susan Luke (saison 4, épisodes 4 et 15)
  - Marvel : Les Agents du SHIELD (2016-2018) : Polly Hinton (7 épisodes)

- Melinda Clarke dans (7 séries) :
  - Les Experts (2001-2011) : Lady Heather Kessler (6 épisodes)
  - Newport Beach (2003-2007) : Julie Cooper-Nichol (90 épisodes)
  - Entourage (2005-2011) : Melinda Clarke (6 épisodes)
  - Le Diable et moi (2007) : Mimi (saison 1, épisode 9)
  - Chuck (2008) : Sasha Banachek (saison 2, épisode 2)
  - Eli Stone (2008-2009) : Dr Lee (3 épisodes)
  - Vampire Diaries (2010-2017) : Kelly Donovan (5 épisodes)

- Christine Woods dans (6 séries) :
  - Flashforward (2009-2010) : Janis Hawk (22 épisodes)
  - Go On (2012-2013) : Janie (5 épisodes)
  - The Walking Dead (2014) : Dawn Lerner (saison 5)
  - Hello Ladies (2013-2014) : Jessica (9 épisodes)
  - The Catch (2016) : Rebecca Bloom (saison 1, épisode 2)
  - Stumptown (2020) : Claire Chesterfield (épisode 14)

- Lake Bell dans (5 séries) :
  - The Practice : Donnell et Associés (2004) : Sally Heep (saison 8)
  - Boston Justice (2004-2006) : Sally Heep (14 épisodes)
  - Surface (2005-2006) : Dr Laura Daughtery (15 épisodes)
  - New Girl (2011) : Amanda (saison 1, épisode 4)
  - Bless this Mess (en) (2019-2020) : Rio (26 épisodes)

- Navi Rawat dans (4 séries) :
  - Numb3rs (2005-2010) : Amita Ramanujan (99 épisodes)
  - Burn Notice (2010) : Kendra (saison 4)
  - Grey's Anatomy (2013) : Heidi (saison 9, épisode 12)
  - Magnum (2018) : Isabelle Simpson (saison 1, épisode 7)

- Noomi Rapace dans (4 séries) :
  - Millenium (2010) : Lisbeth Salander (mini-série)
  - Jack Ryan (2019) : Harriet « Harry » Baumann (saison 2)
  - Django (depuis 2023) : Elizabeth
  - Constellation (2024) : Johanna « Jo » Ericsson

- Katherine Moennig dans :
  - Young Americans (2000) : Jacqueline « Jake » Pratt (8 épisodes)
  - Three Rivers (2009-2010) : Dr Miranda Foster (13 épisodes)
  - Ray Donovan (2013-2019) : Lena, l'agent de presse (75 épisodes)

- Shannyn Sossamon dans :
  - Moonlight (2007-2008) : Coraline Duvall (9 épisodes)
  - Mistresses (2013) : Alex (saison 1)
  - Sleepy Hollow (2015-2016) : Pandora (18 épisodes)

- Ruth Connell dans :
  - Supernatural (2014-2019) : Rowena MacLeod (33 épisodes)
  - The Winchesters (2023) : Rowena MacLeod (épisode 12)
  - Dead Boy Detectives (2024) : l'infirmière de nuit

- Claire Goose (en) dans :
  - Meurtres en sommeil (2000-2007) : Amelia « Mel » Silver (39 épisodes)
  - Les Enquêtes de Murdoch (2019) : Dr Katherine Talbot (saison 13, épisode 1)

- Elizabeth Lackey dans :
  - En quête de justice (2002-2003) : Alexandra DeMonacco (22 épisodes)
  - Heroes (2006-2010) : Janice Parkman (17 épisodes)

- Sarah Shahi dans :
  - The L Word (2005-2009) : Carmen de la Pica Morales (26 épisodes)
  - Chicago Fire (2012-2018) : Renée Royce (10 épisodes)

- Aisha Tyler dans :
  - 24 Heures chrono (2005) : Marianne Taylor (7 épisodes)
  - Ghost Whisperer (2005-2006) : Andrea Marino (23 épisodes)

- Rashida Jones dans :
  - The Office (2006-2011) : Karen Filipelli (26 épisodes s)
  - Black Mirror (2025) : Amanda (saison 7, épisode 1)

- Claire Rushbrook dans : 
  - Whitechapel (2009-2013) : Dr Caroline Llewellyn (17 épisodes)
  - Wilderness (2023) : Caryl (mini-série)
  - Rivals (2024) : Lady Monica Baddingham

- Amanda Peet dans :
  - The Good Wife (2012-2013) : Laura Hellinger (7 épisodes)
  - Liaison fatale (2023) : Beth Gallagher (mini-série)
  - Vrais voisins, faux amis (depuis 2025) : Mel Cooper

- Phoebe Waller-Bridge dans :
  - Fleabag (2016-2019) : Fleabag (12 épisodes)
  - Run (2020) : Laurel Halliday (épisodes 5 à 7)

- Vanessa Bayer dans :
  - Single Parents (en) (2019-2020) : Mia (3 épisodes)
  - Brooklyn Nine-Nine (2020) : l'officier Debbie Fogle (saison 7)

- Katherine LaNasa dans :
  - Truth Be Told : Le Poison de la vérité (2019-2023) : Noa Havilland (19 épisodes)
  - Katy Keene (2020) : Gloria Grandbilt (13 épisodes)

- 2003-2004[n 1] : According to Jim : l'officier Laraine Elkin (Laraine Newman) (saison 2, épisodes 13 et 14 puis saison 3, épisode 16)
- 2009 : Angel of Death (en) : Eve (Zoë Bell)
- Supernatural : Tessa (Lindsey McKeon)
- The Fall : Rose (Valene Kane)
- Les Enquêtes de Vera : Rebecca Shepherd (Clare Calbraith)
- Spotless : Julie Greer-Bastière (Miranda Raison)
- La Semaine de vérité (de) : Sandra (Inka Friedrich)
- Banshee : Nola Longshadow (Odette Annable)
- The Good Wife : Laura Hellinger (Amanda Peet)
- Mentalist : Lorelei (Emmanuelle Chriqui)
- Jake 2.0 : Sarah Haywood (Marina Black)
- True Blood : (Aunjanue Ellis)
- Lydia DeLucca : Jackie O'Grady (Debi Mazar)
- Dirty Sexy Money : Lisa George (Zoe McLellan)
- Tout est relatif : Maddy O'Neil (Paige Moss)
- Big Shots : Wendy Mixworthy (Amy Sloan)
- Angela's Eyes : Angela Henson (Abigail Spencer)
- Urgences : Chloe Lewis (Kathleen Wilhoite)
- The Shield : l'agent Jordan Zinman (Julie Dretzin)
- Years and Years : Edith Lyons (Jessica Hynes)
- 2005 : JAG : la lieutenant Catherine Graves (Jordana Spiro) (3 épisodes)
- 2009 : Lie To Me : Kimy (Arlene Tur) (saison 2, épisode 6), Helen Dezekis (Rowena King) (saison 2, épisode 11)
- 2012 : Body of Proof : l’épouse de Léonard (Lisa Howard) (saison 2, épisode 11)
- 2015-2016 : Silicon Valley : Carla (Alice Wetterlund) (6 épisodes)
- 2015-2023 : Flash : Cecile Horton (Danielle Nicolet) (107 épisodes)
- 2017 : Once Upon a Time : Lily la Tigresse (Sara Tomko (en))
- 2018-2019 : Dynastie : Melissa Daniels (Kelly Rutherford)
- 2019 : David Makes Man : Jessica Kelly (Gillian Williams) (saison 1)
- 2020 : Little Fires Everywhere : Linda McCullough (Rosemarie DeWitt) (mini-série)
- 2020 : The Gloaming (en) : Molly McGee (Emma Booth)
- 2020 : Losing Alice : Alice (Ayelet Zurer) (mini-série)
- 2020-2021 : Chicago Med : Susan Charles (Jill Abramovitz) (5 épisodes)
- 2021 : Thérapie alternative (es) : Selva (Carla Peterson)
- 2021 : A Very British Scandal (en) : Diana Napier (en) (Camilla Rutherford) (mini-série)
- depuis 2021 : FBI: International : l'agent Katrin Jaeger (Christiane Paul)
- 2022 : Entrevías : Jimena Abantos (Maria Molins)
- 2022 : A Spy Among Friends (en) : Lily Thomas (Anna Maxwell Martin) (mini-série)
- 2022 : Reacher : Debbie Shane (Claire Armstrong) (saison 1, épisode 3)
- 2023 : German Crime Story : Captives (de) : Elisabeth Doormann (Oda Thormeyer (de))
- 2023 : La Cité invisible : Telma (Kay Sara) (saison 2)
- 2023 : The Morning Show : Amanda Robinson (Tig Notaro) (saison 3)
- 2023 : La Mort à nu (en) : Josie Fraser (Neve McIntosh) (4 épisodes)
- 2023 : Our Flag Means Death : Zhang Yi Sao (Ruibo Qian (en)) (saison 2)
- 2023 : Slip (en) : Sandy (Emily Hampshire)
- 2024 : True Detective : Liz Danvers (Jodie Foster) (saison 4)
- 2024 : Cristóbal Balenciaga : Virgilia Mendizabal (Cecilia Solaguren) (mini-série)
- 2024 : Nightmares and Daydreams par Joko Anwar (en) : Dewi (Sita Nursanti)
- 2025 : Adolescence : Mme Fenumore (Jo Hartley (en)) (mini-série)

#### Séries d'animation
- 2010-2013 : Star Wars: The Clone Wars : Adi Gallia
- 2016 : Lego Star Wars : L'aube de la Résistance : le capitaine Phasma
- 2018-2020 : Star Wars Resistance : le capitaine Phasma
- 2021 : Queer Force : Pam
- 2022 : Tales of the Jedi : l'aînée du village
- 2023 : Star Wars: Visions : Kalina (saison 2, épisode 4)

### Jeux vidéo
- 2009 : Mission-G : Juarez
- 2009 : Assassin's Creed II : Catherine Sforza
- 2010 : Assassin's Creed : Brotherhood : Catherine Sforza
- 2011 : Tron Evolution : Quorra
- 2013 : Dishonored : La Lame de Dunwall : Billie Lurk
- 2015 : The Witcher 3: Wild Hunt : Tomira, Cyn, Irina Renarde, voix additionnelles
- 2016 : Lego Star Wars : Le Réveil de la Force : le capitaine Phasma
- 2016 : Dishonored 2 : Billie Lurk / Meagan Foster
- 2017 : Dishonored : La Mort de l'Outsider : Billie Lurk
- 2017 : Star Wars Battlefront II : le capitaine Phasma
- 2018 : Marvel's Spider-Man : le capitaine Yuri Watanabe
- 2018 : Assassin's Creed Odyssey : Xenia
- 2022 : God of War: Ragnarök : ?
- 2023 : Marvel's Spider-Man 2 : Yuri Watanabe / Spectre
- 2024 : Banishers: Ghosts of New Eden : Thickskin, Phoebe Walcot, le juré féminin et Rebecca Hardgrave
- 2024 : Skull and Bones : ?
- 2024 : Star Wars Outlaws : ?
- 2024 : Alan Wake 2 : The Lake House : Dr Diana Marmont
- 2025 : Rebel Moon : Blood Line : ?

### Documentaire
- Half the Sky : elle-même (Eva Mendes)